# Блокзейл
Блокзейл (нід. Blokzijl) — місто в нідерландській провінції Оверейсел. Входить до муніципалітету Стенвейкерланд.
Його площа становить 16,28 км², а населення станом на 2021 рік складало 1 400 осіб.
До 1973 року мало статус окремого муніципалітету.

## Галерея

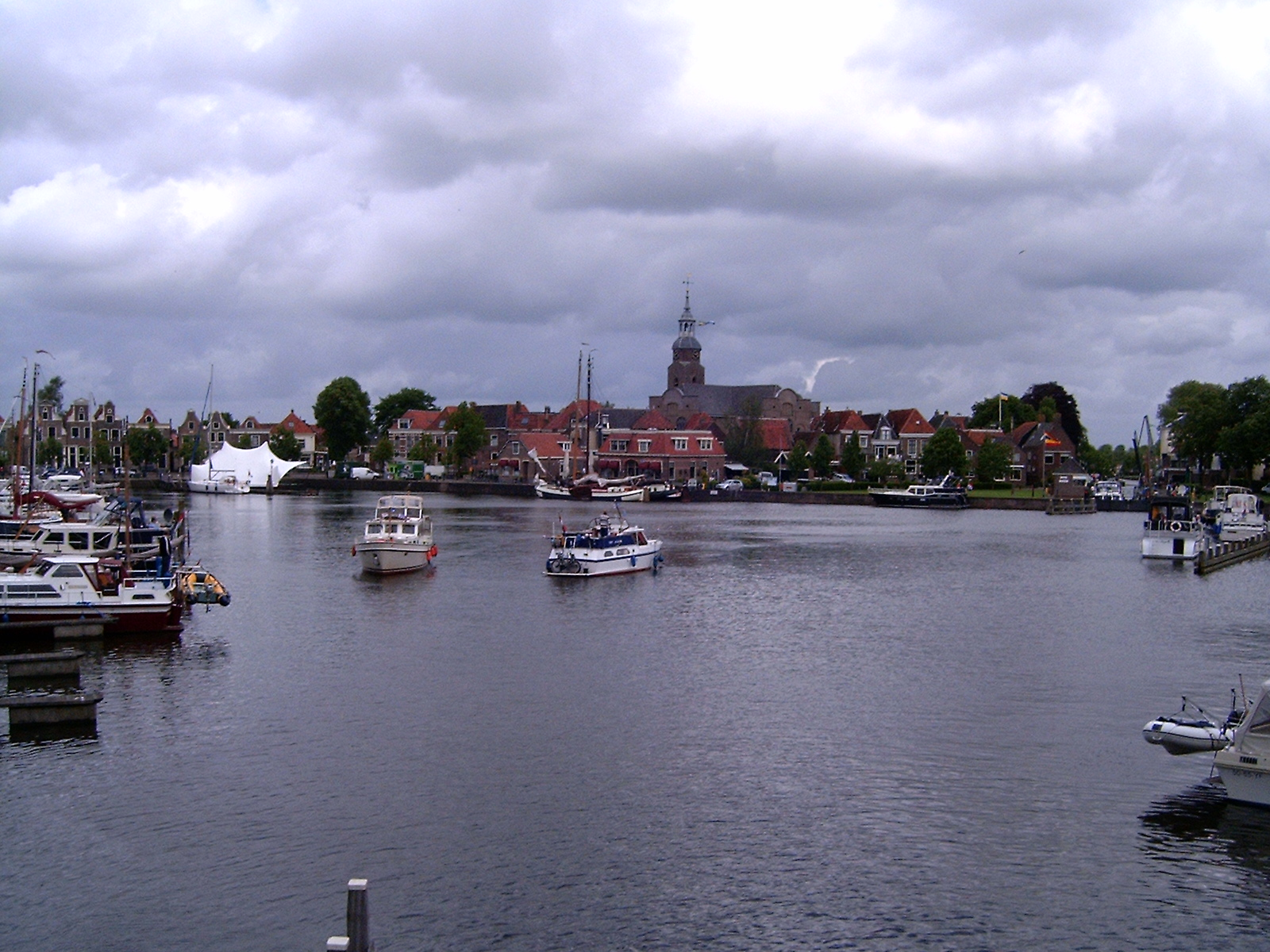
Гавань Блокзейла
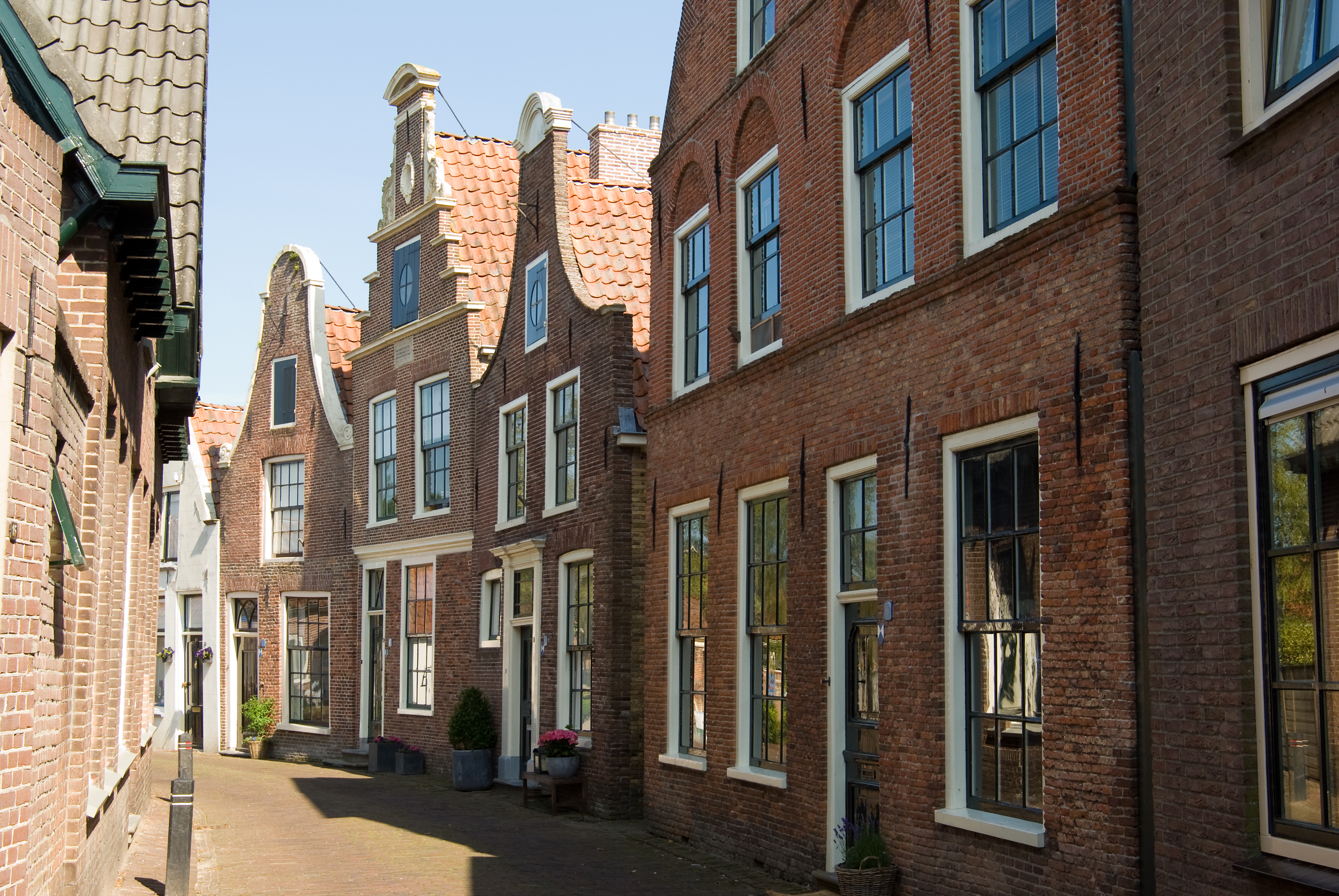
Міська вулиця
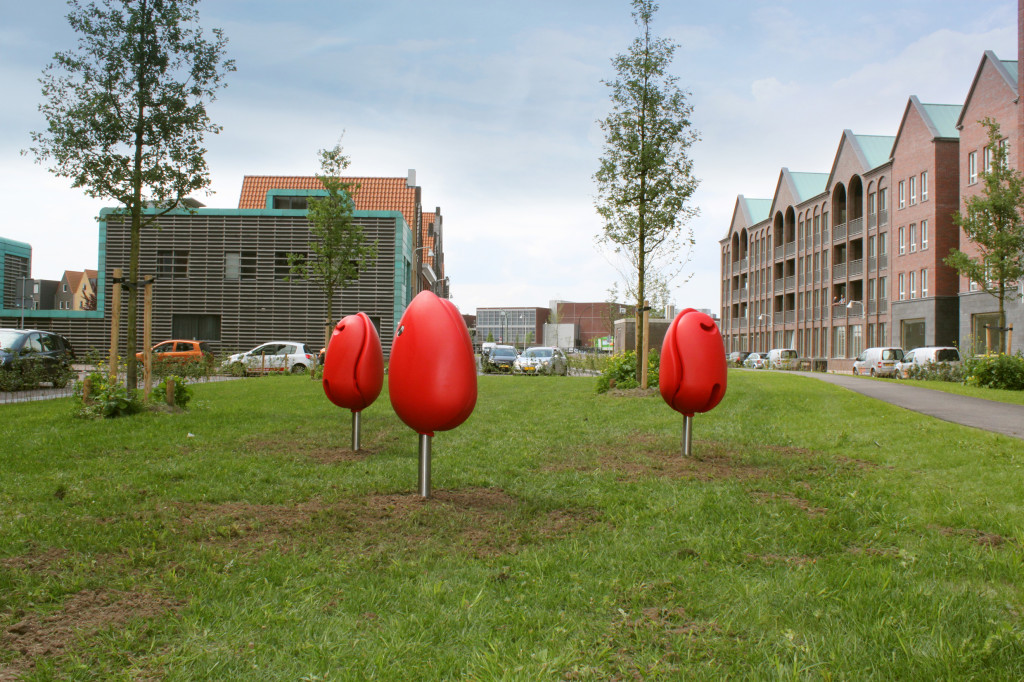
Парк у Блокзейлі
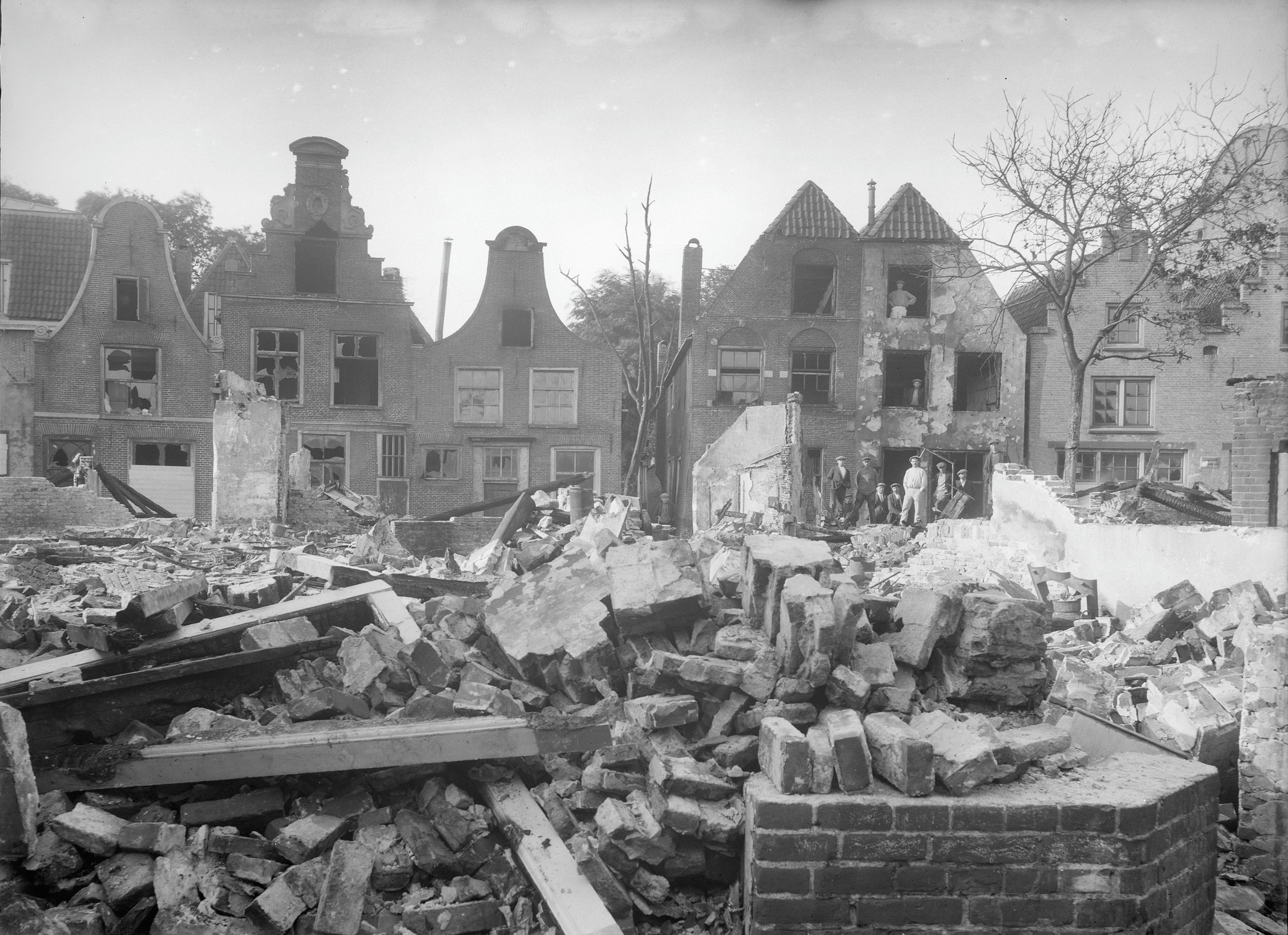
Пожежа 1926 року